# Bose Corporation
Bose Corporation (pronunciado / bouz/, donde la «z» es el sonido de la «s» sonora), es una empresa estadounidense de multimedia fundada en 1964 por un exprofesor del Massachusetts Institute of Technology Amar G. Bose. La empresa fabrica componentes de HiFi como altavoces y amplificadores, aunque se le conoce principalmente por sus soluciones completas de audio como los sistemas de cine hogareño.
La sede de la empresa se encuentra en Framingham, Massachusetts, Estados Unidos. Bose es una empresa de capital privado que contaba en 2007 con más de 9 000 empleados.
Una particularidad de los sistemas de Bose es su llamativo diseño y es competidor directo de empresas como Bang & Olufsen, Harman Kardon y Bowers & Wilkins.

## Historia

### Formación de Bose
La compañía fue fundada en por Amar G. Bose. Ocho años antes, Bose, un estudiante graduado del MIT, compró un sistema de audio y se decepcionó por la calidad del sonido. Esto lo llevó a realizar importantes investigaciones de sonido reverberante en la calidad de audio percibido.
Tras varias investigaciones en las áreas de diseño de altavoces y de la psicoacústica, dieron como resultado un sistema de altavoces 901™ Direct/Reflecting™ en 1968. El objetivo era acercarse a la esencia y efecto de la música en vivo.
La cantidad de sistemas innovadores de Bose siguen creciendo. Catorce años de arduas investigaciones han llevado a un desarrollo innovador de la tecnología de altavoces waveguide acústica, presente en los galardonados sistemas de radio Wave™, sistema de música Wave™ y sistema de música Acoustic Wave™.
Lista de presidentes de la corporación Bose
1. William (Bill) Zackowitz (1964–66)
2. Charles "Chuck" Hieken (1966–69)
3. Frank E. Ferguson (1969–76)
4. Amar G. Bose (1976–80)
5. Sherwin Greenblatt (1980–2000)
6. John Coleman (2000–2005)
7. Bob Maresca (desde 2005)

### Bose y el MIT
Amar Bose era el presidente y principal accionista de la compañía hasta que un día, Bose, donó la mayoría de las acciones al Massachusetts Institute Of Technology (MIT) en 2011. Esto convierte a la institución en el principal inversionista de la empresa, por lo tanto, recibe anualmente dividendos para continuar con las investigaciones y educación de sus estudiantes. Entre las cláusulas del contrato con el MIT, se estipula que la Universidad no puede participar en la administración de la empresa y que no pueden vender sus acciones. Aparte de que la empresa va a permanecer como una empresa privada y será independiente.

## Tecnología

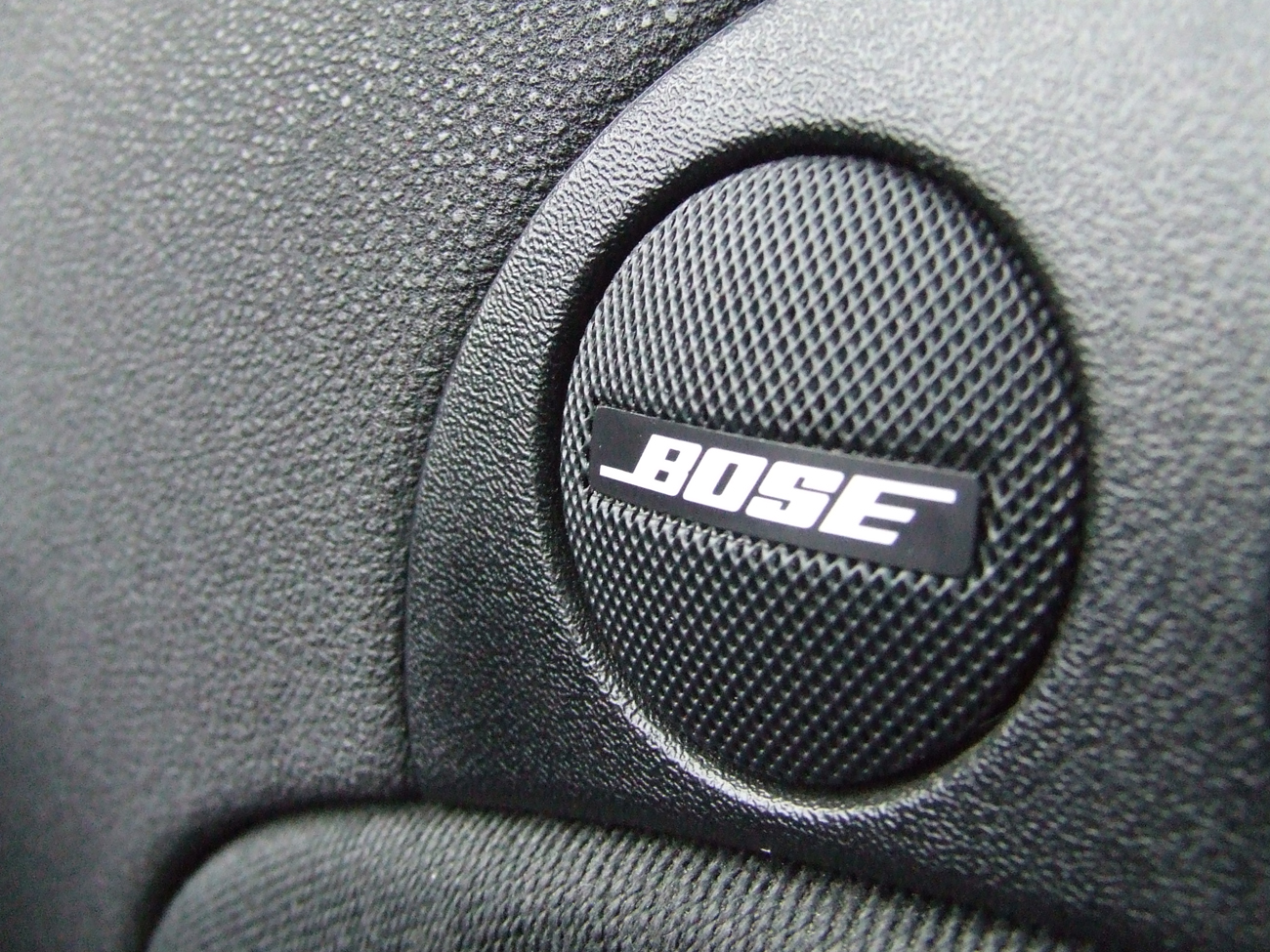
Altavoz Bose en un automóvil (Bose-Car-Hifi).

La empresa destaca en el desarrollo de altavoces, el denominado aspecto psico-acústico de los productos. Para ello se sirven de una serie de conceptos no convencionales, por ejemplo el uso de chasis en los altavoces de banda ancha junto con subwoofer de pequeño volumen, a lo que denominan sistemas "Acoustimass" o el uso de componentes sonoros de radiación indirecta e integración de ecualizadores electrónicos para compensar saltos de frecuencia.
El uso de componentes sonoros de radiación indirecta se hace con el propósito de reproducir instrumentos musicales de forma más real, como ocurre por ejemplo en una sala de conciertos donde la mayor parte del sonido que llega al público es indirecto (vía techo y paredes).

### Audio en automóviles
En 1983 Bose decidió introducir, por primera vez en la historia, el primer sistema de sonido Bose instalado en automóviles, el auto al que se le instaló el sistema de sonido fue el Cadillac Seville de 1983, junto con el Buick Riviera, el Cadillac Eldorado y el Oldsmobile Tornado. En estos automóviles, al ser los primeros, Bose personalizó el audio para cada automóvil de modo que ajustaron la carcasa de las bocinas y la frecuencia de respuesta del vehículo para obtener la mejor calidad posible de audio.
Algunas de las empresas que han usado la marca de Bose en sus automóviles son: Acura, Alfa Romeo, Audi, Buick, Cadillac, Chevrolet, Ferrari, Fiat, GMC, Holden, Honda, Infiniti, Mazda, Maybach, Mercedes-Benz, Nissan, Oldsmobile, Porsche, Renault y Volkswagen.

### Auriculares de cancelación de ruido
Bose hace auriculares con cancelación de ruido que han sido elogiados por su desempeño. De igual manera, Bose hace auriculares con cancelación de ruido de aviación que se han utilizado en el transbordador espacial para ayudar a prevenir daños a la audición astronauta.
Sistema de Aislamiento para asientos de camiones
Bose aplicó sus investigaciones en sistemas de suspensión al problema de fatiga, dolor de espalda, y estrés físico experimentado por los choferes de camiones. En 2010, Bose introdujo Bose Ride, un sistema activo que reduce la vibración inducida por la carretera en el asiento del conductor. Bose pretende reducir hasta un 90% la vibración en el asiento del conductor.
Sistemas comerciales
La división de Sistemas Profesionales de Bose diseña y provee sistemas de audio para uso en lugares comerciales como auditorios, tiendas, hoteles, oficinas, restaurantes y estadios. Aunque el equipo comercial de audio de Bose no ha sido aprobado para el uso en estudios y cines con la certificación THX, la división deja alrededor del 60% de las ganancias anuales de Bose. En 1988, Bose se convirtió en la primera compañía en pagar por el título de ser el Proveedor Oficial Olímpico, proporcionando equipo de audio para los Juegos Olímpicos de Invierno en Calgary, y cuatro años después de nuevo en Albertiville, Francia, este último instalado y mantenido por la filial de la empresa Bose Francia. Los sistemas de sonido Bose han sido instalados en muchas partes del mundo incluyendo el Harmandir Sahib en Amritsar, la Capilla Sixtina en Roma y la mezquita Masjid al-Haram en La Meca.

## Líneas de audio para casa y sistemas de video
Los productos con los que cuenta actualmente Bose son auriculares, televisiones, altavoces y sistemas de teatro, los siguientes productos son los que actualmente Bose vende al público en general:

### Sistemas de cine en casa[9]

#### Sistemas de sonido envolvente
- Sistema de entretenimiento en el hogar Lifestyle™ 535 Series II
- Sistema de entretenimiento en el hogar Lifestyle™ 525 Series II
- Sistema en casa CineMate™ 520

#### Barras de Sonido
- Sistema de entretenimiento en el hogar Lifestyle™ 135 Series III
- Sistema de cine en casa CineMate™ 130
- Sistema de cine en casa CineMate™ 120
- Sistema de altavoces para cine en casa CineMate™ 15
- Bose Soundbar 700
- Bose Soundbar 300
- Bose Soundbar 900
- Bose Smart Soundbar 300

### Altavoces para televisor[10]
- Sistema de sonido para TV Bose Solo 15
- Bose TV Speaker

### Televisores[11]
- Sistema de entretenimiento VideoWave™ III - 55"
- Sistema de entretenimiento VideoWave™ III - 46"

### Sistemas Wave™[12]
- Sistema de música Wave™ III
- Sistema de música Acoustic Wave™ II
- Radio Wave™ III
- Sistema de música Wave™ SoundTouch™

### Auriculares[13]

#### Auriculares con cancelación de ruido
- Auriculares Bose Noise Cancelling Headphones 700
- Auriculares QuietComfort™ Ultra Acoustic Noise Cancelling™
- Auriculares QuietComfort™ 45 Acoustic Noise Cancelling™
- Auriculares QuietComfort™ 35II Acoustic Noise Cancelling™
- Auriculares QuietComfort™ 35 Acoustic Noise Cancelling™
- Auriculares QuietComfort™ 25 Acoustic Noise Cancelling™
- Auriculares QuietComfort™ 20i Acoustic Noise Cancelling™
- Auriculares QuietComfort™ 20 Acoustic Noise Cancelling™

#### Auriculares para audio y celular
- Auriculares internos SoundTrue™
- Auriculares internos Soundsport™
- Auriculares ergonómicos FreeStyle™
- Auriculares cerrados SoundTrue™
- Auriculares externos abiertos SoundTrue™

#### Auriculares Inalámbricos
- Auriculares Bluetooth externos abiertos SoundLink™
- Auriculares externos cerrados Bluetooth SoundLink™

#### Auriculares Bluetooth
- Auriculares con micrófono Bose Series 2 con Bluetooth

#### Auriculares para pilotos de aviación
- Auriculares con micrófono para pilotos de aviación A20™

### Soluciones de música digital[14]

#### Altavoces Bluetooth
- Altavoz Bluetooth Soundlink™ Color
- Altavoz Bluetooth Soundlink™ Color II
- Altavoz Bluetooth SoundLink™ Mini
- Altavoz Bluetooth SoundLink™ Mini II
- Altavoz Bluetooth

SoundLink i
- Altavoz bluetooth

SoundLink ii
- Altavoz bluetooth

SoundLink iii
- Altavoz bluetooth

SoundLink Micro

#### SoundDock™ para iPod/ iPhone
- Altavoz SoundDock™ XT
- Altavoz SoundDock™ III
- SoundDock™ 10 Bluetooth Sistema de música digital
- Sistema de música digital portátil SoundDock™

#### Altavoces para computadora
- Computer MusicMonitor™
- Sistema de altavoces multimedia Companion™ 20
- Sistema de altavoces multimedia Companion™ 2 Series III
- Sistema de altavoces multimedia Companion™ 3 System
- Sistema de altavoces multimedia Companion™ 5

### Sistemas de música Wi-Fi[15]

#### Sistemas de música SoundTouch™ Series II Wi-Fi
- Sistema de música Wi-Fi SoundTouch™ 30
- Sistema de música Wi-Fi SoundTouch™ 20
- Sistema de música Wi-Fi SoundTouch™ 10
- Sistema de música Wi-Fi SoundTouch™ Portable

#### Sistemas estéreo SoundTouch™ Serie II
- Sistema de música Wi-Fi SoundTouch™ Stereo JC Serie II
- Sistema de altavoces para exteriores SoundTouch™ 251
- Sistema de altavoces para exteriores SoundTouch™ 151 SE

#### Sistemas de música Wave™ SoundTouch™
- Sistema de música Wave™ SoundTouch™

### Altavoces[16]

#### Altavoces estéreo
- Altavoces de techo Virtually Invisible™ 791
- Altavoces Virtually Invisible™ 191
- Sistema de altavoces Acoustimass™ 5
- Sistema de altavoces Acoustimass™ 3
- 301™ Sistema de altavoces Direct/Reflecting™
- 201™ Sistema de altavoces Direct/Reflecting™
- 161™ Sistema de altavoces
- 901™ Sistema de altavoces Direct/Reflecting™

#### Altavoces para exteriores/aplicaciones marítimas
- Altavoces FreeSpace™ 51
- 251™ altavoces
- 151™ altavoces
- 131™ altavoces para aplicaciones marítimas

## Otras áreas de actividad

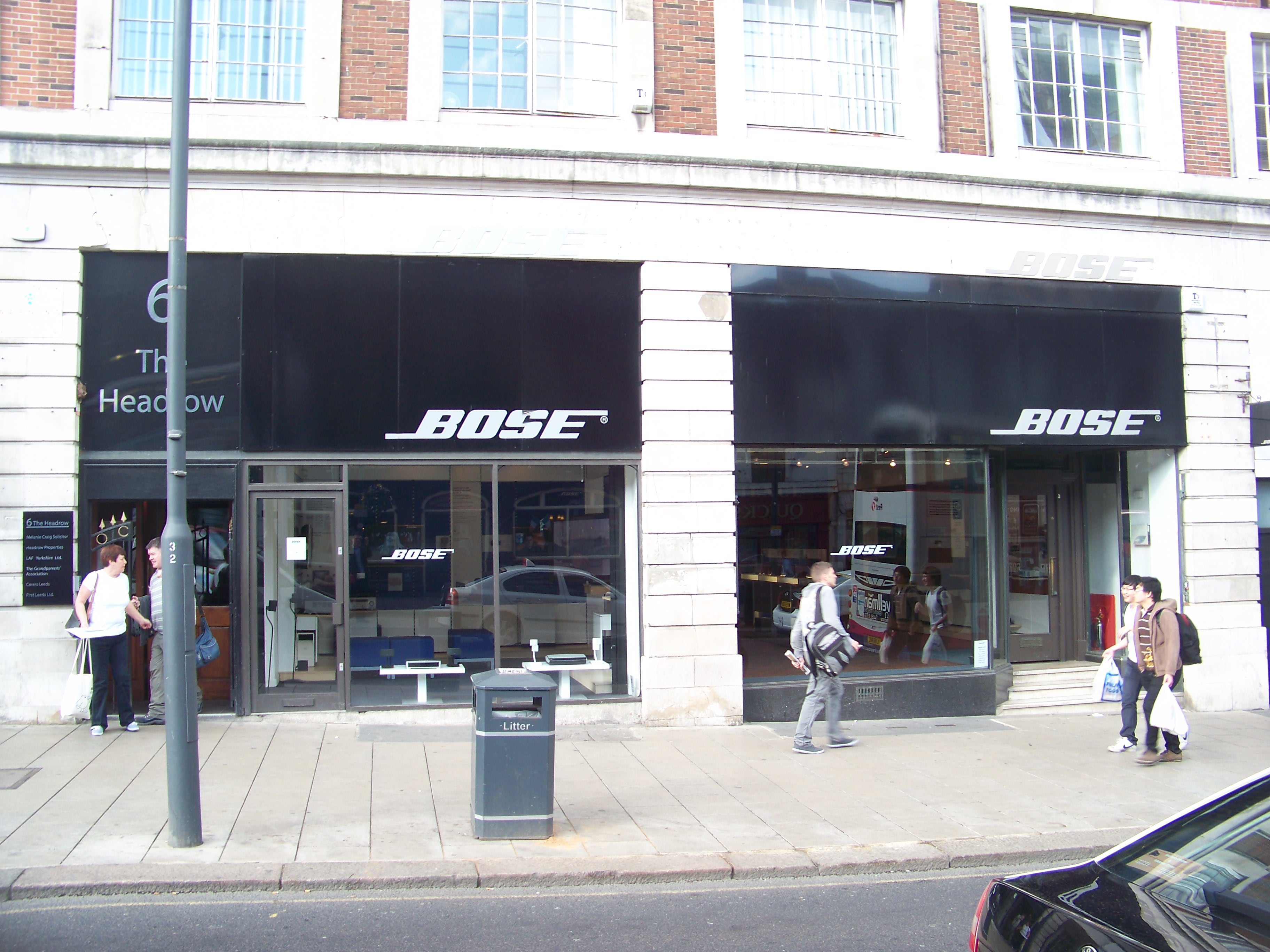
Bose, Leeds.

Los estudios con los problemas de oscilación de todo tipo en los laboratorios de Bose resultaron en 2005 en un nuevo sistema para la unión de las ruedas con el tren de conducción de vehículos, que en lugar de elementos de muelles, utiliza sensores y electromotores para la compensación
Bose también fabrica por pedido sistemas de sonido para iglesias (como por ejemplo la Basílica de San Pedro en Roma). También se utilizaron altavoces de Bose en transbordadores espaciales.
Tras la adquisición de EnduraTEC Systems Corporation fundó en mayo de 2004 Bose ElectroForce Systems Group, que se dedica a la producción de instrumentos de test y simulación para la investigación de material, el desarrollo de productos y soluciones para el campo de la medicina en institutos de investigación, universidades y empresas industriales internacionales. La construcción especial de los dispositivos (motor lineal con imanes móviles) es una alternativa a los dispositivos tradicionales de test.

## Tiendas Bose
En 1993 Bose abrió su primera tienda en Kittery, Maine. Desde entonces Bose ha abierto 190 tiendas en los EE. UU. y numerosos lugares del mundo. En Gran Bretaña hay 12 tiendas Bose, entre ellos uno en Regent Street.

## Instalaciones
La compañía opera instalaciones en Framingham, Westborough y Stow, Massachusetts. 